# Большой лог (урочище)
Урочище Большой Лог — ботанический заказник регионального значения в Красненском районе Белгородской области.

## Географическое положение
Урочище Большой Лог расположено в Красненском районе Белгородской области, в 1 км к северо-востоку от села Свистовка. Общая площадь составляет 70 га.

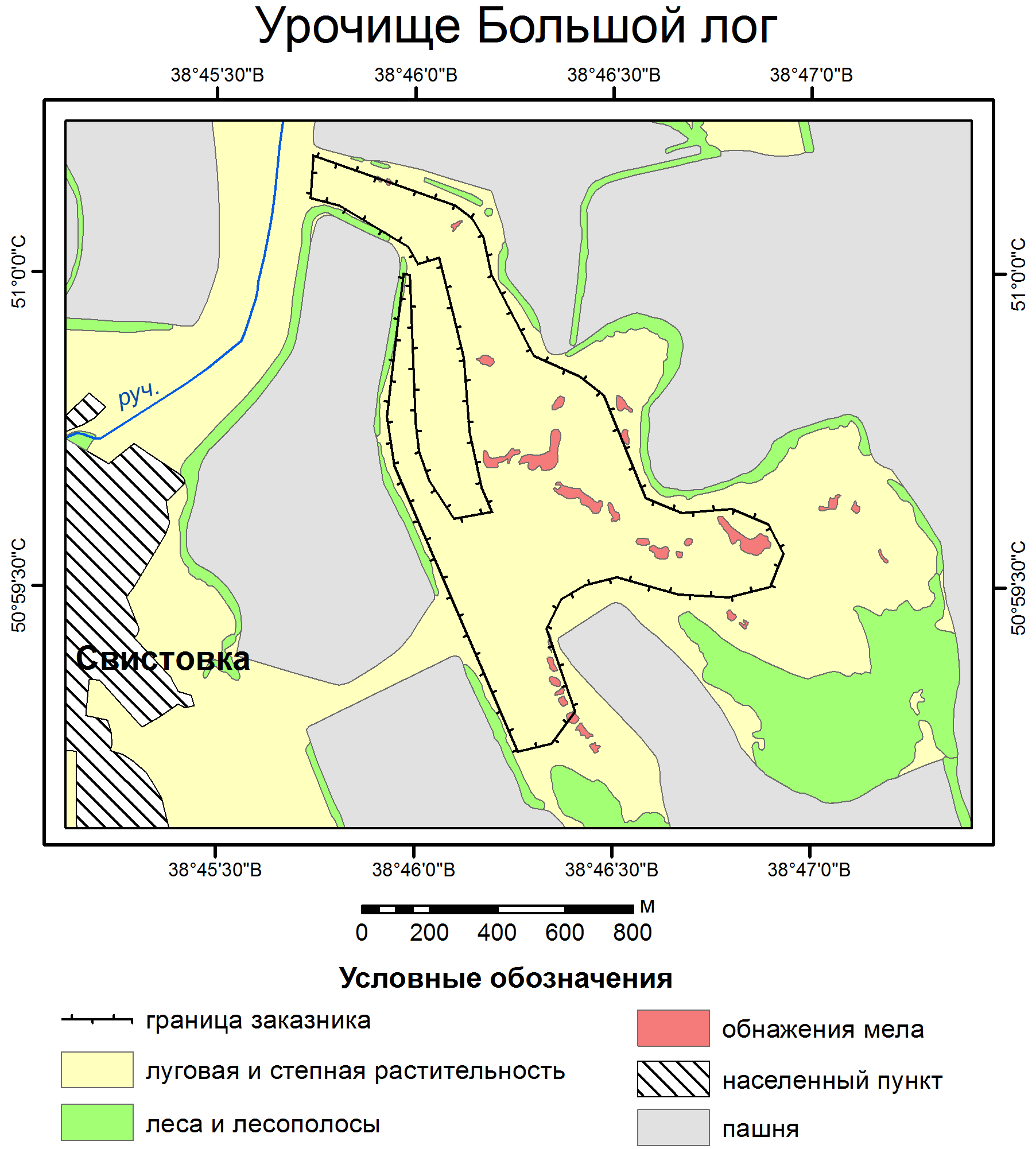
Карта урочища Большой лог

## Рельеф
Большой лог представляет собой балку протяженностью 3 км идущую в северо-западном направлении к балке Побочная, которая в свою очередь впадает в долину Потудани.

## Поверхностные воды
Территории заказника относится к бассейну реки Потудань. Внутри Большого Лога поверхностные воды отсутствуют. Ближайший водоем - ручей в балке Побочной, который впадает в Потудань.

## Растительность
Большая часть Большого лога покрыта степной растительностью. На правом, восточном склоне балки многочисленны обнажения мела, к которым приурочена растительность сниженных альп. Отмечено наличие двух видов из Красной книги России — проломника Козо-Полянского и копеечника крупноцветкового. В верховьях балки расположена два небольших байрачных леска.

## Природоохранное значение
В 2012 году Большой лог включен в состав перспективных участков Изумрудной сети Европы в Белгородской области.